# Mixtopelta indica
Mixtopelta indica is een mosdiertjessoort uit de familie van de Mixtopeltidae. De wetenschappelijke naam van de soort is voor het eerst geldig gepubliceerd in 1994 door Gordon.